# Pręt (mechanika)
Pręt (element prętowy) – modelowy element konstrukcyjny, opisujący rzeczywiste elementy konstrukcji przez jednowymiarowe określenie miejsca. Pręt modeluje rzeczywiste elementy konstrukcyjne, w których znaczenie konstrukcyjne ma tylko jeden wymiar, zwany długością. Pozostałe wymiary są pomijane i są określane przez parametry fizyczne. 
W praktyce inżynierskiej zaleca się modelowanie za pomocą pręta elementy, których jeden wymiar jest znacznie większy od dwóch pozostałych. Kształt rzeczywistego elementu jest określony ruchem figury płaskiej, przesuwanej wzdłuż pewnej linii (prostej lub krzywej) tak, aby wybrany punkt, zazwyczaj środek ciężkości figury, pozostawał stale na linii tworzącej pręt, a płaszczyzna figury była do niej prostopadła. Przesuwana figura zakreśla obszar przestrzeni wypełnionej materiałem i jest przekrojem poprzecznym pręta. W ogólności parametry figury, mogą być zależne od położenia na pręcie. Wymiary, kształt i obrót figury wokół osi pręta może się zmieniać w trakcie jej przesuwania.
Własności mechaniczne pręta opisane są za pomocą jego charakterystyk geometrycznych. Są nimi: pole przekroju poprzecznego, momenty statyczne i momenty bezwładności określane względem przyjętego układu współrzędnych. Parametry te są funkcjami zależnymi od położenia na osi określającej pręt.
Pręt przenoszący obciążenia poprzeczne do jego osi określany jest jako belka. W węższym znaczeniu, przez pręt rozumiane są tylko elementy nie będące belkami. 
Elementy prętowe, obok elementów powierzchniowych i przestrzennych, są podstawowymi elementami konstrukcyjnymi układów konstrukcyjnych. Elementy dwuwymiarowe nazywane są powłokami, a trójwymiarowe – bryłami.

## Szczególne rodzaje prętów
- Pręt prostoliniowy – pręt, którego oś jest linią prostą. Pręt którego oś jest linią krzywą określany jest jako łuk[3].
- Pręt pryzmatyczny – pręt, który jest prostoliniowy, o stałym przekroju, a tworząca go figura nie obraca się wokół osi[2]. W pręcie pryzmatycznym parametry opisujące jego własności nie zależą od miejsca na osi pręta i dzięki temu mogą być wyrażane przez liczby przypisane do danego pręta jako całości, co znacznie upraszcza analizy i obliczenia.
- Pręt jednorodny – pręt wykonany z materiału o identycznych własnościach mechanicznych we wszystkich jego punktach. Takim prętem jest np. stalowy profil walcowany.
- Pręt niejednorodny – np. żelbetowy, w którym występują materiały o różnych własnościach mechanicznych.

## Opis własności geometrycznych pręta
Za oś pręta wybiera się zazwyczaj miejsce geometryczne środków ciężkości jego kolejnych przekrojów.
Przez pręty modelowane są rzeczywiste elementy konstrukcji, których jeden z wymiarów (długość) jest znacznie większy od dwu pozostałych (szerokości i wysokości).
Z prętów tworzone są konstrukcje prętowe np. rama, ruszt i kratownica.

## Geometryczne charakterystyki przekroju pręta
W każdym z przekrojów poprzecznych wprowadza się lokalny układ współrzędnych {\displaystyle x_{1}} i {\displaystyle x_{2},} z których dwie leżą w płaszczyźnie przekroju, a trzecia {\displaystyle x_{3}} jest styczna do osi pręta.
Dla prętów których własności wytrzymałościowe nie zależą od miejsca w przekroju, własności wytrzymałościowe pręta opisane są przez charakterystyki geometryczne jego przekroju poprzecznego:
- pole powierzchni: {\displaystyle A=G_{00}}
- momenty statyczne: {\displaystyle S_{1}=G_{01},} {\displaystyle S_{2}=G_{10}}
- położenie osi pręta (geometrycznego środka ciężkości): {\displaystyle x_{01},} {\displaystyle x_{02}}
- momenty bezwładności: {\displaystyle J_{1}=G_{02},} {\displaystyle J_{2}=G_{20}}
- moment dewiacyjny: {\displaystyle J_{12}=G_{11}}
- moment bezwładności skrętnej: {\displaystyle J_{3}=\beta (G_{02}+G_{20})}

Ogólny wzór na charakterystyki geometryczne przekroju poprzecznego, dla przypadku pręta prostego wykonanego z materiału jednorodnego (o stałym module Younga), ma postać:
{\displaystyle G_{ab}=\int \limits _{A}(x_{1})^{a}(x_{2})^{b}dA,\quad a,b=0,1,2.}
Skręcanie pręta wiąże się ze zmianą jego kształtu powodującą spaczenie przekroju poprzecznego zwane również deplanacją. Wartość współczynnika {\displaystyle \beta } zależy od kształtu przekroju poprzecznego. Pominięcie efektu deplanacji {\displaystyle (\beta =1)} nosi nazwę błędu Naviera. Przy dużych spaczeniach przekroju nie zaleca się modelować elementu jako pręta.
W obliczeniach wytrzymałościowych korzysta się najczęściej z takiego lokalnego, ortogonalnego układu osi {\displaystyle x_{1},\ x_{2},} dla których spełnione są warunki: {\displaystyle J_{12}=0,} {\displaystyle S_{1}=0,} {\displaystyle S_{2}=0.} Osie takie nazywane są głównymi centralnymi osiami bezwładności przekroju poprzecznego. Liczone względem takich osi momenty bezwładności przybierają wartości ekstremalne {\displaystyle J_{1}=J_{max}} i {\displaystyle J_{2}=J_{min}.} Momenty te nazywane są głównymi centralnymi.